# Куклачов Юрій Дмитрович
Юрій Дмитрович Куклачов (рос. Юрий Дмитриевич Куклачёв; нар. 12 квітня 1949, Москва, Російська РФСР) — російський актор. Народний артист РРФСР (1986).

## Біографія
Закінчив естрадно-циркове училище. З 1991 р. керує установою «Театр кошек» у Москві.
Знявся у телефільмі «Вище Райдуги» (1986, 2 с, Іван Іванович).
Автор книги «Мои друзья — кошки».
Політичні погляди: є прихильником  Росії, неоднократно бував у Криму після його окупації, фігуранти бази Центру «Миротворець».